# Сентеш
Сентеш (угор. Szentes) — місто на півдні Угорщини в регіоні Південний Великий Альфельд, у медьє Чонград. Третє за населенням місто медьє після столиці — Сегеда і Годмезевашаргея. Населення — 31 082 осіб (2001).

## Географія і транспорт
Сентеш розташований за 50 кілометрів на північний схід від Сегеда і за 30 кілометрів на північ від міста Годмезевашаргей. Місто стоїть на одному з рукавів річки Тиса, основне русло річки лежить у трьох кілометрах на захід. Залізничний вузол. Автодороги ведуть із Сентеша до міст Годмезевашаргей, Сегед, Кунсентмартон, Бекешчаба, Кечкемет.

## Економіка
Основа економіки Сентеша — харчова промисловість. У місті розташовано кілька підприємств із переробки овочів і фруктів, млини, комбікормові заводи.

## Археологія
В 1950 році угорський археолог М. Пардуц недалеко від міста виявив могильник скіфського часу, що отримав ім'я Сентеш або Сентеш-Векерзуг. Могильник налічує понад 150 поховань, у яких знайдено велику кількість предметів побуту та прикрас.

## Пам'ятки
- Лютеранська церква
- Православна церква
- Стара ратуша

## Відомі жителі і уродженці
- Міхай Хорват — угорський політичний діяч, історик, активний учасник революції 1848—1849 років.
- Петер Жолдош — угорський письменник-фантаст.

## Міста-побратими
- Бачка-Топола, Сербія
- Буньйоль, Іспанія
- Думбравіта, Румунія
- Скерневиці, Польща
- Ашкелон, Ізраїль
- Кааріна, Фінляндія
- Маркгренінген, Німеччина
- Санкт-Августин, Німеччина

| Угорщина | Це незавершена стаття з географії Угорщини. Ви можете допомогти проєкту, виправивши або дописавши її. |